# NGC 2074
NGC 2074 est une nébuleuse en émission située dans la constellation de la Dorade. NGC 2074 renferme un groupe d'étoiles très jeunes. NGC 2074 a été découverte par l'astronome écossais James Dunlop en 1826. NGC 2074 est une partie de la grande nébuleuse de la Tarentule (NGC 2070).

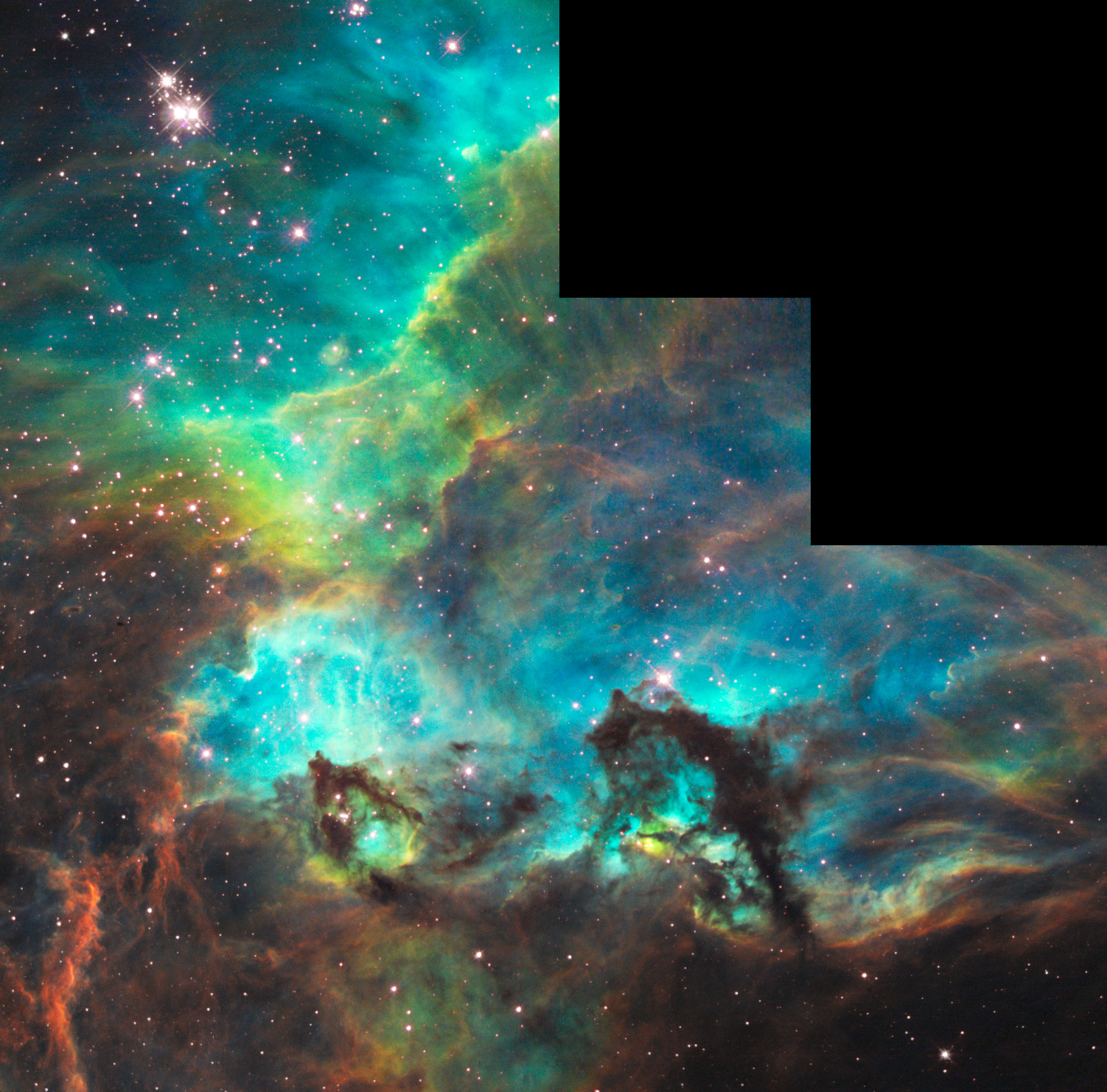
NGC 2070 renferme un amas d'étoile visible dans la partie supérieure gauche de cette image provenant du télescope spatial Hubble.